# Matilde Valeriana Ridocci Garcia
Matilde Valeriana Ridocci Garcia (Xàtiva, 12 de setembre de 1843 - 24 de juliol de 1922) fou una pedagoga, escriptora i pintora valenciana.

## Biografia
De família de comerciants italians instal·lats a Xàtiva, va estudiar Magisteri a la Normal Femenina de València, on obtingué el títol de mestra elemental. Exercí a l'escola pública de Teulada i d'ací passà a treballar de segona mestra a l'Escola Superior Normal de València (1869), lloc de treball que hagué d'abandonar per motius familiars. Entre 1878 i 1893, després d'haver superat una oposició, treballà de mestra de l'Escola superior de xiquetes de Xàtiva, i el 1899 obtingué una plaça en l'Escola Normal Femenina de València, com a professora numerària, per oposició. Fou nomenada directora del centre l'any següent. El 1917 permutà amb la professora Carmen Cervera Torres i es traslladà a la Normal Femenina de Castelló, on impartiria l'assignatura de Matemàtiques fins que es jubilà. Fou, doncs, directora de la Normal femenina entre 1900 i 1909, uns anys força conflictius pels debats establerts entre església-estat al voltant de l'expulsió dels ordes religiosos del territori espanyol i que gaudiren d'un especial relleu a València. Del seu pas per la direcció de la Normal destaca la important adquisició de material científic, amb un complet laboratori de fotografia a disposició de les alumnes, o l'aprovació, per part del Claustre per ella presidit, de posar en pràctica mesures pedagògiques renovadores: avaluació contínua, diari de classe, millora dels estudis de Magisteri ampliant-los a quatre anys.
D'ideologia cristiana, que es reflecteix en els textos científics, on adopta postures creacionistes, pot considerar-se innovadora en tant que defensa un ensenyament experimental, basat en la pràctica. Intervingué en l'Assemblea Pedagògica, celebrada a la Universitat de València el 1895, on fou premiada; i col·laborà amb la premsa de Dénia (El Eco de la Marina) i de València (El Noticiero, 1903 i La Verdad, 1905).
Va escriure diferents llibres de pedagogia i d'ensenyament, alguns dels quals esdevingueren llibres de text. Una de les seues obres més populars, Nociones de higiene para las escuelas Normales, que va publicar el 1875, participaria en la Secció espanyola de l'Exposició Universal de Chicago de 1893, en la Secció “Treballs de la dona”. A més de l'obra pedagògica, cal remarcar que cultivà la pintura, el dibuix i la poesia, i que conformà així un tipus de dona intel·lectual amb una formació científica i artística no gaire freqüent en les darreries del segle xix a terres valencianes.
La seua reputació li va permetre obtindre una audiència amb Alfons XII arran de la qual es va equiparar les mestres amb els mestres quant a sou. A banda d'això, cultivà també la pintura, el dibuix i la poesia. Actualment, el carrer de Xàtiva on va nàixer porta el seu nom i hi ha una placa commemorativa que li van dedicar les seues alumnes i companyes.

## Obra
- Nociones de higiene privada general para las Escuelas Normales y Superiores de primera enseñanza, 1876; València, Imp. de la Viuda de Ayoldi València i 2a edició ampliada en 1885 en Antigua Librería de Mariana y Sanz (sucesor, Vicente Sempere).
- Nociones de higiene privada general, al alcance de los niños, para las escuelas elementales, 1876. València: Viuda de Ayoldi.
- Nociones de Física, Química e Historia Natural para las Escuelas Normales, 1901. València: Manuel Alufre.
- Urbanidad para las Escuelas Nacionales de niños y niñas, opuscle.